# 扭葉松
扭叶松（学名：Pinus contorta；英语：lodgepole pine、shore pine、twisted pine、contorta pine），又名美国黑松、小干松，是松属的一种常绿乔木，高1-3米，分布于北美洲西部沿海和山地，但少见于低地雨林。其种群数量依赖山火控制。